# امیرنظام (زهک)
امیرنظام ، روستایی است از توابع بخش مرکزی شهرستان زهک در استان سیستان و بلوچستان.
این روستا در دهستان خواجه احمد قرار دارد و بر اساس سرشماری سال ۱۳۸۵ جمعیت آن (۴۵۰ خانوار) ۲٬۲۷۲ نفر
بوده است.